# Łódzkie Zakłady Radiowe Fonica
Łódzkie Zakłady Radiowe Fonica (ZWAT, ŁZR Fonica, T-4) – łódzkie przedsiębiorstwo zajmujące się produkcją urządzeń i podzespołów telekomunikacyjnych i elektronicznych. Wchodziło w skład Zjednoczenia Przemysłu Elektronicznego i Teletechnicznego Unitra, a od 1978 r. Zjednoczenia Przemysłu Elektronicznego Unitra-Dom.

## Historia

### Okres PRL
Zakłady powstały w marcu 1945 jako filialny zakład Państwowych Zakładów Tele- i Radiotechnicznych w Warszawie pod nazwą Fabryka Państwowych Zakładów Radio- i Teletechnicznych vel Państwowe Zakłady Tele-Radiotechniczne. Ich profil produkcyjny w tym czasie to produkcja aparatów telefonicznych.
W 1948 r. filię usamodzielniono i przekształcono w przedsiębiorstwo o nazwie Zakłady Wytwórcze Aparatów Telefonicznych, w skrócie ZWAT. Oprócz telefonów wprowadzono do produkcji części do odbiorników radiowych i inne elementy elektrotechniczne.
W 1954 r. uruchomiono produkcję gramofonów elektrycznych G-53. Nie były to pierwsze gramofony produkowane w Polsce, ale pierwsze wytwarzane w dużych seriach. Od tej chwili produkcja gramofonów zaczyna systematycznie wzrastać, stając się dominującą w ofercie przedsiębiorstwa. W 1956 r. wyprodukowano pierwszy gramofon ze wzmacniaczem lampowym. Podjęto również produkcję wzmacniaczy elektroakustycznych, w tym radiowęzłowych.
W 1957 r. produkcja gramofonów i sprzętu elektroakustycznego stanowiła już 40% produkcji przedsiębiorstwa. Nastąpiło przekazanie produkcji telefonów do Radomskich Zakładów Telefonicznych i uruchomienie produkcji podzespołów do telewizorów na potrzeby Warszawskich Zakładów Telewizyjnych.
W 1958 r. przedsiębiorstwo zmieniło nazwę na Łódzkie Zakłady Radiowe T-4, co między innymi było związane z przeniesieniem produkcji telefonów do Radomia oraz uruchomieniem produkcji podzespołów do odbiornika telewizyjnego „Belweder”.
W 1959 r. zakład został włączony w strukturę Zjednoczenia Przemysłu Elektrotechnicznego i Teletechnicznego „Unitra”, a w 1960 przyjął nazwę firmową Fonica, wybraną w konkursie wewnątrzzakładowym i opatentowaną. Profil produkcyjny zakładu się nie zmienił – produkowano głównie gramofony, a także inny sprzęt elektroakustyczny.
W 1963 duży pożar zniszczył budynek przy ul. S. Skrzywana 9. Po nim zapadła decyzja budowy nowych budynków przy ul. W. Wróblewskiego. Rozpoczęcie budowy nastąpiło w 1968 r., a zakończenie – na przełomie 1971/1972. W latach 1966 i 1975 następowało dalsze ujednolicenie produkcji, poprzez przekazanie do innych zakładów produkcji podzespołów telewizyjnych. W zakładzie funkcjonował też, na ostatnim piętrze, oddział produkcji wojskowej.
Pierwsze próby podjęcia produkcji urządzeń tranzystorowych nie były udane i Fonica zakupiła serię licencji – w 1968 od firmy Telefunken (na gramofony) oraz na początku lat 70. od Telefunkena (gramofony) i Thomsona (wzmacniacze Hi-Fi). Podniosło to znacząco poziom technologiczny przedsiębiorstwa i umożliwiło powstanie udanych własnych opracowań. Na początku lat 70. w oparciu o importowane podzespoły (wkładki Shure i silniki Hitachi) uruchomiono produkcję pierwszych gramofonów klasy Hi-fi. Wkrótce podjęto produkcję własnych wkładek magnetycznych na licencji holenderskiej firmy Tenorel. Licencyjną produkcję silników dla potrzeb Foniki podjęła sosnowiecka Silma. Dominującym produktem przedsiębiorstwa były jednak nadal gramofony klasy popularnej. W samym roku 1970 wyprodukowano ich 274 tysiące i dodatkowo 187 tysięcy gramofonów bez obudowy, przeznaczonych do wbudowania w odbiorniki radiowe.
Dużą rolę w rozwoju zakładu odegrał eksport do ówczesnego Związku Radzieckiego i innych krajów boku socjalistycznego. Na przykład w 1975 r., na Międzynarodowych Targach w Brnie ZSRR zakupił sprzętu za 1 mln rubli.
W szczytowym okresie rozwoju zakłady zatrudniały ok. 3.5 tys. pracowników.

### Po 1989
Po roku 1989 nastąpiło załamanie się rynków zbytu towarów produkowanych przez Fonicę. Jeszcze w końcu lat 80. produkowano 300 tys. gramofonów rocznie. Po załamaniu się rynków – około tysiąca. Οd 1990 r. Fonica regularnie przynosiła straty. Sytuację pogorszyły strajki w roku 1991 i rok później zdecydowano o postawieniu przedsiębiorstwa w stan likwidacji.
W październiku 1992 z części majątku została wyodrębniona Fonica sp. z o.o. W czerwcu 1996 roku 82% udziałów w spółce kupiły dwie koreańskie firmy, Kyungbang Ltd i Kyungbang Machinery, za łączną kwotę około 2,5 mln USD. Produkowano między innymi długopisy, zabawki i segregatory biurowe. W czerwcu 1998 właścicielem 82% udziałów Foniki stał się koncern Daewoo. Sytuację przedsiębiorstwa pogarszał ciągły konflikt zakładowej Solidarności z koreańskim zarządem. W 2002 r. przedsiębiorstwo zlikwidowano i zamknięto.

### Lokalizacje
Na przestrzeni lat funkcjonowania zakładu mieścił się on w różnych miejscach w Łodzi. W momencie uruchomienia go (marzec 1945) miał trzy miejsca produkcji: ul. S. Skrzywana 9 (główny zakład i dyrekcja) oraz oddziały: I przy ul. M. Mochnackiego 11/13, II: Fr. Żwirki 17 i III ul. S. Pogonowskiego (d. Zakątna) 13.
W 1946 r. zakład otrzymał dwie posesje przy ul. W. Wróblewskiego nr 12/14 i 16/18, na której znajdowały się przedwojenne budynki fabryczne (w 1940 na posesji 16/18 funkcjonował zakład „Polesie”, GmbH, Bleiche–, Färberei– und Appretur), ale nowe budynki powstały na niej dopiero na początku lat 70. XX wieku.
W latach 1957–1979... zakład posiadał oddział przy ul. G. Piramowicza 13, w d. fabryce włókienniczej R. Lipszyca, który nie był dostosowany do potrzeb produkcyjnych fabryki.
W 1979 r. rozpoczęto budowę filii Zakładów w Pabianicach, z przeznaczeniem na produkcję podzespołów do OTVC „Jowisz”, co miało zwiększyć jego produkcję dwukrotnie. W dniu 3 marca 1982 r., będąca na ukończeniu inwestycja została przekazana decyzją Komitetu Gospodarczego Rady Ministrów Państwowym Zakładom Środków Opatrunkowych w Pabianicach. W 1985 r. „Fonica” odzyskała tę inwestycję.
Obecnie (2016) zabudowania przy ul. W. Wróblewskiego 18 niszczeją, przede wszystkim budynek produkcyjny. Pomieszczenia biurowca są wynajmowane różnym podmiotom gospodarczym.

## Produkty

### Sprzęt telefoniczny
W początkowym okresie przedsiębiorstwo produkowało telefony typów MB-38 i CB-35, w oparciu o dokumentację dostarczoną z Centralnego Biura Konstrukcyjnego Telekomunikacji w Warszawie. Na przełomie lat 40. i 50. opracowano dwa nowe typy aparatów telefonicznych: MB-47 i CB-49. Produkcji telefonów w Fonice zaprzestano w roku 1957.

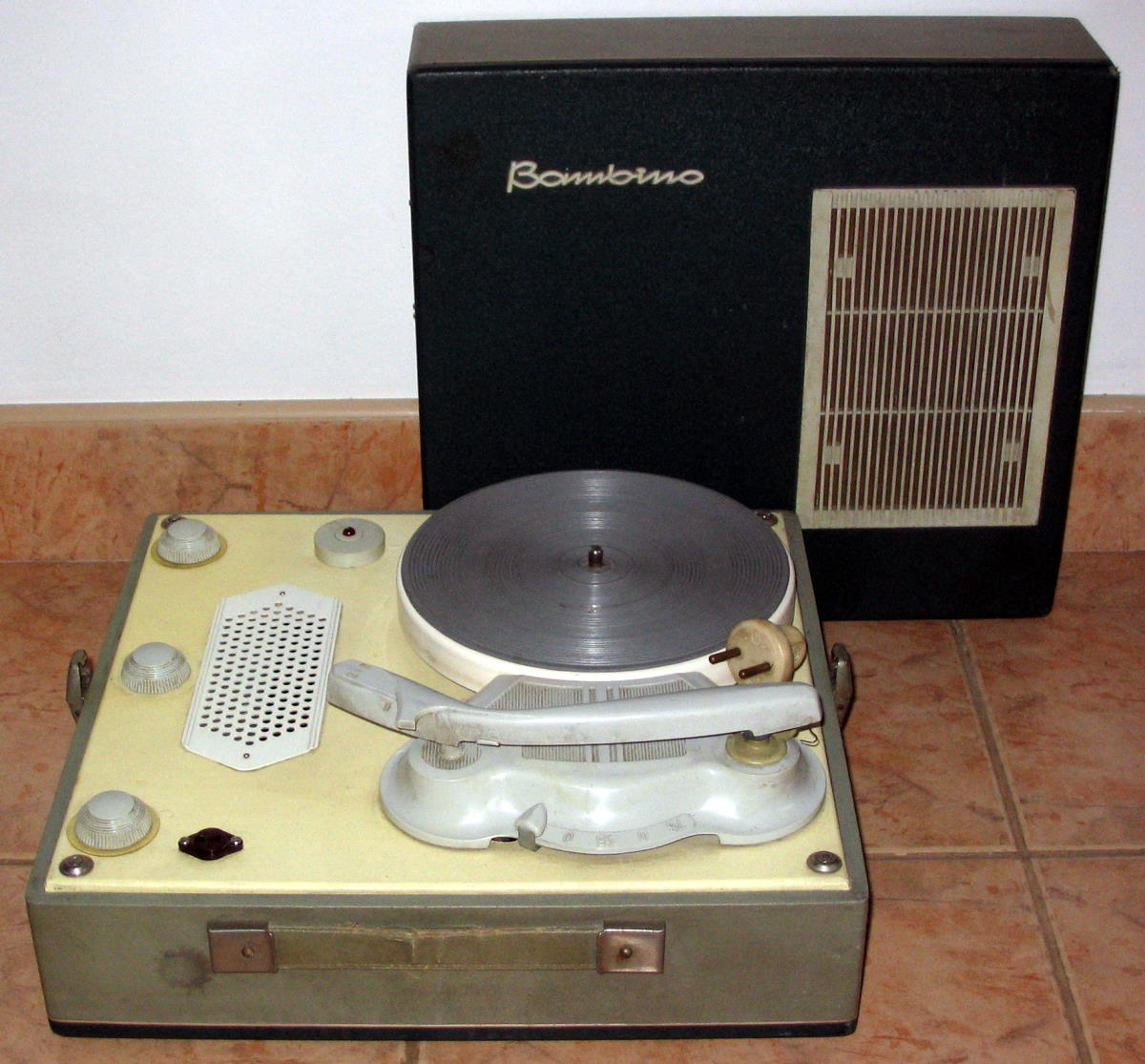
Gramofon Bambino wyprodukowany w 1967

### Gramofony
Produkcja pierwszego gramofonu elektrycznego GE-53 natrafiła na kłopoty spowodowane głośnym i zawodnym napędem. W 1956 opracowano nowy model gramofonu WG-56, który podobnie jak typ poprzedni, budowano w trzech wersjach: bez obudowy (przeznaczony do wbudowania), w obudowie walizkowej (WGE-56) oraz w skrzynce drewnianej (SGE-56). Na jego podstawie uruchomiono produkcję gramofonu z lampowym wzmacniaczem WW-GE56 Karolinka. W latach 60. wprowadzano ulepszone typy gramofonów: G-220, G-250, G260 i G270. Na ich podstawie budowano popularne gramofony ze wzmacniaczem lampowym Bambino (łącznie cztery modele).
W roku 1963 opracowano czterobiegowy gramofon G-410, na bazie którego wyprodukowano gramofon ze wzmacniaczem WG430 Luxton. Zbudowano też (w niewielkiej liczbie) wersję stereofoniczną – prawdopodobnie było to pierwsze urządzenie stereofoniczne wyprodukowane w Polsce.

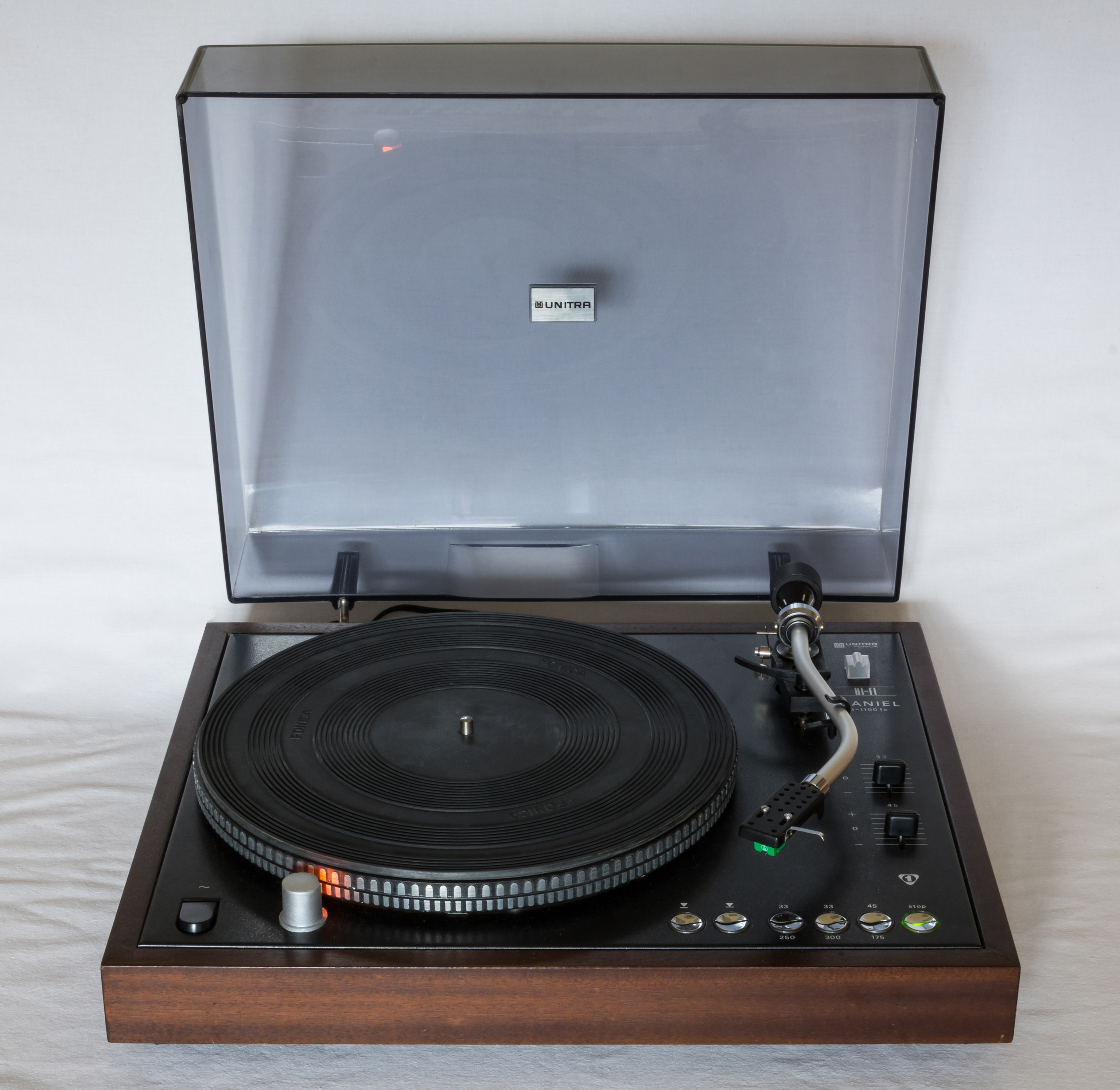
Gramofon Daniel G-1100 fs

W 1968 przygotowano stereofoniczny model gramofonu wyższej klasy typu G-600, który wraz ze wzmacniaczem W-600 i kolumnami A-13 był określany przez Fonicę jako „zestaw klasy zbliżonej do Hi-Fi”. Wypuszczono też dwa pierwsze gramofony tranzystorowe WG-291 Tranzyston oraz WGb-130 Bratek. Były to urządzenia nieudane i nie zdobyły popularności. Rok później, na licencji AEG-Telefunken, uruchomiono serię gramofonów W-500 i pochodnych – w tym ze wzmacniaczami monofonicznymi i stereofonicznymi (zarówno lampowymi, jak i tranzystorowymi) oraz ze zmieniaczem płyt. Na podstawie następnej licencji Telefunkena uruchomiono serię gramofonów klasy popularnej WG-400 Mister Hit i pochodnych, konstrukcji wykonanych w większości z tworzyw sztucznych. Wyróżniały się one wzornictwem.
Na początku lat 70. uruchomiono produkcję urządzeń klasy Hi-Fi: gramofonu G-601f i gramofonu ze wzmacniaczem WG-610f Fonomaster. Początkowo wyposażano je w importowaną wkładkę magnetyczną Shure M44MB, później rozpoczęto licencyjną produkcję wkładek MF100. Produkcję gramofonów Hi-Fi rozszerzano w latach 80., czego owocem były gramofony G-1100 FS Daniel czy późniejsze G-620 Fryderyk, GS-434 Bernard i G-420 Adam. Ich parametry lokowały je w dolnej strefie segmentu Hi-Fi, nie mniej jednak na tle ówczesnych produktów krajów RWPG bardzo wyróżniały się zarówno dobrymi parametrami, jak i ciekawym wzornictwem.

### Sprzęt elektroakustyczny
Pierwsze wzmacniacze elektroakustyczne wyprodukowano w połowie lat 50. – były to ZSW-2 oraz AW-40. Rozpoczęto też produkcję zestawów AWO-18 przeznaczonych do sieci radiowęzłowych.
Pod koniec lat 60. rozpoczęto produkcję stereofonicznych wzmacniaczy lampowych powszechnego użytku W-480f i W-600f. Były one dopasowane wzorniczo do gramofonów. Produkowano również jeden typ wzmacniacza gitarowego W-701.
Na przełomie lat 60. i 70. opracowano wzmacniacze tranzystorowe W-900S (na tranzystorach germanowych, rzadko spotykany) i W-800f (na tranzystorach krzemowych). Wkrótce zakupiono od francuskiego Thomsona licencję na wzmacniacze, na podstawie której rozpoczęto produkcję typów PA-1801, PA-107 i PA-2801. Stały się one protoplastami dużej rodziny podobnych układowo rozwiązań produkowanych do lat 90. XX w. Późniejsze z nich wchodziły w skład zestawów typu wieża, produkowanych w kooperacji przez różne przedsiębiorstwa zjednoczenia UNITRA.
W latach 60. i 70. przebojem eksportowym przedsiębiorstwa były automaty muzyczne do lokali gastronomicznych. Zawierały 50 płyt, odtwarzanie było możliwe po wrzuceniu monety. Były to jedyne takie urządzenia produkowane w krajach RWPG.
Ponadto Fonica produkowała system łączności wewnętrznej (Intervox-72) dla biur i przedsiębiorstw, wzmacniacze akustyczne projektorów kinowych, systemy tłumaczenia symultanicznego oraz wzmacniacze do organów elektronicznych. Jako wyposażenie własnych urządzeń produkowano kolumny głośnikowe typów A-11 do A-17 o mocy od 3 do 20W.
Fonica była także w okresie PRL i na początku lat 90. dostawcą urządzeń elektroakustycznych do wyposażenia dyskotek. Produkowała m.in. sterowniki świateł LUXOMAT SW-02, konsolety dyskotekowe ZM, 30, 40F, oraz dostarczała w latach 90. wzmacniacze estradowe z rodziny WS 70X (WS 701, WS702, WS703).

### Podzespoły
W początkowym okresie przedsiębiorstwo produkowało oprawy do świetlówek, podzespoły do odbiorników radiowych AGA, centrale sygnalizacyjne, przełączniki i inne drobne elementy elektrotechniczne. W roku 1957 włączono do produkcji podzespoły telewizyjne: filtry pośredniej częstotliwości, transformatory odchylania poziomego, zespoły cewek odchylających.
W latach 60. i 70. prowadzono produkcję modułów logicznych Logister, przeznaczonych do przemysłowych układów automatyki i sterowania pracujących w trudnych warunkach. Początkowo były one konstruowane na tranzystorach germanowych (seria E-50), później
na krzemowych.
W ostatnim okresie produkcji podzespołów (do połowy lat 70.) Fonica produkowała moduły do odbiorników telewizji kolorowej. W roku 1975 zaprzestano zarówno produkcji podzespołów telewizyjnych, jak i modułów Logister, które zostały wyparte przez układy hybrydowe produkowane przez krakowski Telpod.